# Marcin Hellmann
Marcin Andrzej Hellmann (ur. 3 stycznia 1985 w Gdańsku) – polski lekarz, kardiolog, profesor nauk medycznych.

## Życiorys
Ukończył w 2010 studia medyczne na Wydziale Lekarskim Gdańskiego Uniwersytetu Medycznego. Doktoryzował się w 2012, a habilitację uzyskał w 2016. W 2021 otrzymał tytuł profesora nauk medycznych. Specjalizuje się w badaniach nad mikrokrążeniem. 
Stypendysta Rządu Francuskiego i Fundacji na rzecz Nauki Polskiej na Uniwersytecie w Grenoble we Francji. Laureat Nagrody Miasta Gdańska dla Młodych Naukowców im. Jana Uphagena w 2015.
Syn profesora Andrzeja Hellmanna, specjalisty w zakresie hematologii. Wnuk profesora Włodzimierza Hellmanna, specjalisty w zakresie elektroenergetyki. Prawnuk pułkownika Włodzimierza Hellmanna, uczestnika akcji pod Bezdanami